# ماريا خوسيه دوبريه
ماريا خوسيه دوبريه (بالإنجليزية: Maria José Dupré) (1 مايو 1905، بوتوكاتو في البرازيل - 15 مايو 1984 في البرازيل)؛ كاتِبة وروائية برازيلية.

## روابط خارجية
- ماريا خوسيه دوبريه على موقع IMDb (الإنجليزية)
- ماريا خوسيه دوبريه على موقع قاعدة بيانات الفيلم (الإنجليزية)